# Stützpunkt Stene
Stützpunkt Stene (Stp.Pkt. Stene, ofwel steunpunt Stene) was een Duitse veldbatterij uit de Tweede Wereldoorlog. Ze werd gebouwd in de periode 1942-1944 en was een verdedigingspunt van de tweede linie verdediging van de Atlantikwall. Het steunpunt bevond zich in Stene (Oostends achterland), op de site van een voormalige steenbakkerij. Ze lag ingesloten tussen de Schorredijk, de Schorrestraat en de Steensedijk. Stützpunkt Stene maakte deel uit van de Stützpunktgruppe Oostende. Bij vijandelijke landing vanop zee, moest de veldbatterij het strand onder vuur nemen. Bij aanval vanuit het binnenland, moest het steunpunt met twee MG kazematten type 630 de haven van Oostende aan de landzijde verdedigen. Door haar historische en industrieel-archeologische waarde, werd Stp.Pkt. Stene op 19-10-1998 beschermd als monument en op 14 september 2009 vastgesteld als bouwkundig erfgoed. De gebouwen zijn uniek en goed bewaard.

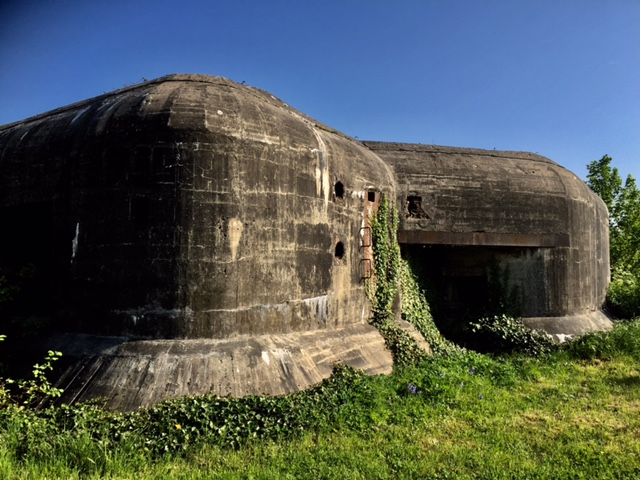
Stp.Pkt. Stene, MG Kazemat type 630. Landinwaarts gericht, ter verdediging van de haven van Oostende bij aanval vanuit het binnenland

## Van kustbescherming naar kustverdediging
Initieel zette Hitler tijdens de Tweede Wereldoorlog het zwaartepunt van zijn vestingsbouw in op de bezette Kanaaleilanden. Hij wilde die eilanden in handen houden, om te voorkomen dat de geallieerden via die weg het vasteland zouden bereiken. Op het vasteland bouwde hij enkel H Vf-constructies en stellingen met loopgraven.
Vanaf de winter van 1941, besefte Hitler dat de dreiging van een tweede front reëel werd. Immers, enerzijds zorgde de Duitse inval in Rusland, Operatie Barbarossa, voor grote verliezen voor de Duitse troepen. Anderzijds voerden de Britten aanvallen uit op de door Duitsland bezette kust en raakte op 7 december 1941 ook de VS betrokken bij de Tweede Wereldoorlog, door de Japanse aanval op Pearl Harbour.
De Duitsers begonnen zich te realiseren dat de kust een zwakke plek was. Ze had georganiseerde kustverdediging nodig. Er waren echter te weinig Duitse manschappen voorhanden, omdat een groot deel van de ervaren Duitse troepen ondertussen vocht aan het Oostfront, om de opmars van de Sovjet-Unie tegen te gaan. Daardoor werden meer en meer Duitse divisies bij de kust weggehaald.
Sterkere verdedigingswerken langs de kust moesten het gebrek aan ervaren troepen opvangen. Met als doel met minder mankracht toch eenzelfde verdediging te garanderen.
In maart 1942 gaf Hitler definitieve richtlijnen om de Atlantische kusten te verdedigen. Met het bevel “Befehl fur den Asubau der Kanalkuste zum Neuen Westwall” gaf hij aan Generaal-veldmaarschalk Gerd von Rundstedt (de Oberbefelshaber West (OBW)), de leiding over de volledige kustverdediging van Frankrijk, België en Nederland. Het begin van de ontwikkeling van een ketting aan steunpunten.

## Steunpuntensysteem

#### 1ste periode - tot eind 1942
Tot eind 1942 leefde het idee dat het merendeel van de troepen moest gelegerd worden in het achterland. Van daaruit konden ze tegenaanvallen inzetten bij vijandelijke aanvallen. De steunpunten, in het Duits Stützpunkten genoemd, werden slechts door een beperkt aantal soldaten bezet.
1. "Hauptstützpunkte: verdedigingspunten, minstens door 1 Zug- 1 Kp. (1 peloton tot 1 compagnie) moesten worden bezet naargelang hun grootte. Alle zware wapens en stukken geschut moesten binnen hun gebied worden opgesteld.
2. Zwischenstützpunkte.
3. Kleine Hauptstützpunkte.
4. Postenstände: terugvalstellingen bij een vijandelijke aanval. Niet noodzakelijk dat ze in sterkte moesten worden bezet. "[5] p13

#### 2de periode - vanaf eind 1942
Vanaf begin 1943 werden de Stützpunkten hoofdverdedigingslijnen. Ze dienden dus niet enkel meer om een tegenaanval in te kunnen zetten, maar ook als verdedigingspunten. Elke verdedigingsstelling kreeg een graad van belangrijkheid toegewezen. Hitler stelde duidelijke regels op, waaraan steunpunten moesten voldoen, afhankelijk van hun belang.
Vier vormen van belang werden onderscheiden:
1. "Widerstandsnest (W.N.): kleine, rondom verdedigingsstelling bezet door één of meerdere Gruppen (sectie – 10 man met of zonder zware wapens).
2. Stützpunkt (Stp.): bestaat uit meerdere W.N., en moet minstens uit een bezetting bestaan van compagniesterkte, uitgerust met zware wapens. Kustbatterijen werden ook als Stp. aanzien.
3. Stützpunktgruppe (Stp.Gr.): meerdere Stp. en W.N. die elkaar onderling vuursteun konden geven. Rondom een bepaald militair belangrijk punt. Minstens compagniessterkte tot bataljonsterkte. Moest ook beschikken over zware wapens om zich te verdedigen tegen tanks en vliegtuigen. Langs de kust waren dat Breskens, Zeebrugge, Wenduine, Flakberg, Bredene, Oostende, Mariakerke, Oostduinkerke-bad.
4. Verteidigungsbereich (V.B.) grote stad, haven of belangrijk militair punt, rondom door vestingwerken beveiligd."[5] p18
5. Panzerstützpunkt (Pz.Stp.)

Panzerstützpunkten hadden een speciale functie. Divisies aan de kust moesten steunpunten bepalen met grote strategische waarde. Die werden uitgebouwd tot Pz.Stp. Deze steunpunten kregen speciale bunkers, gebouwd met onder andere stalen gepantserde platen en koepels. Wanneer een vijandelijke aanval plaatsvond, konden deze steunpunten langer dan andere steunpunten zelfstandig overleven, tot ze hulp kregen van andere troepen. België kende twee steunpunten van groot strategisch belang: de Stp.Gr. Zeebrugge en de Stp.Gr. Oostende. Wat Oostende betrof, waren de belangrijkste steunpunten 2 marinekustbatterijen (Stp. Hundius en Stp. Kursaal), 2 zware luchtafweerbatterijen (Stp. Richthofen en Stp. Boelcke), 3 landmacht Panzerstütpunkte (Pz.Stp. Hafen, Pz.Stp. Blaue Schleuse, Pz.Stp. Stene). En het hoofdkwartiersteunpunt Stp. Iltis.
Vanaf 1942 moest ook de naamgeving van een steunpunt aan een aantal regels voldoen. Belangrijke inlichtingen over de verdedigingspunten moesten onmiddellijk uit de naam afgeleid kunnen worden. Steunpunten bezet door manschappen uit het Heer (Wehrmacht), kregen namen van Duitse veldheren. Steunpunten bezet door manschappen van de marine, kregen namen van beroemde Duitse marineofficieren of zeehelden. Steunpunten bezet door manschappen van de Luftwaffe, kregen namen van Duitse luchthelden. In realiteit werden echter vaak de oude steunpuntennamen behouden.

#### Bouwwerkzaamheden
"Om snel en doelmatig te kunnen werken, ontwierp men aantal standaardtypes van de dikte Vf. Voordeel: eenvoudig te bouwen, zonder ingewikkelde structuur."p25
Op de meest strategische plaatsen, werden (in eerste instantie) dunwandige bunkers gebouwd, van het type Vf. Dit gebeurde onder leiding van de genietroepen van de divisies. Later kwamen er zwaardere bunkers bij, van het type St, die gebouwd werden onder leiding van de Organisation Todt. De bouwwerken zelf gebeurden initieel door arbeiders. Door een tekort aan arbeiders, werden vanaf 25/11/1942 ook soldaten ingeschakeld.
Aantal werkkrachten wat de sector KVA A3 betrof (de regio waartoe ook Stp. Stene behoorde (cijfers 22/9/1942)):
- "Onder bevel van Marine en Heer: 1950 Belgische arbeiders, 5.404.000 Ziegelsteine (holle bouwstenen), 878,5 t. cement, 3,362 t. kiezel, 15 betonmolens, 2 diesellocomotieven, 25 kleine locomotieven voor smalspoor, 3880 lopende meter smalspoor.
- Onder bevel Luftwaffe, Feldbauleitung Ostende: 800 arbeiders zonder zware bouwmachines.
- Onder bevel Luftwaffe, Feldbauleitung Koksijde: 500 arbeiders met 3 betonmixmolens, 5000 meter smalspoor."[5]p25

In totaal tijdens WOII werd volgend aantal bunkers gebouwd.:
- vanaf Breskens tot aan de Franse grens: 765 bunkers.
- regio Apen, Breskens tot Blankenberge: 265 bunkers.
- Blankenberge tot Oostende: 105 bunkers.
- StpGr Oostende: 149 bunkers.
- Oostende tot De Panne: 246 bunkers.

## Atlantikwall: 1ste linie en 2de linie
In Okt 1943 gaf Generaal-veldmaarschalk von Rundstedt het bevel om een tweede verdedigingslinie uit te bouwen. De bedoeling was de vijand te verzwakken bij de eerste linie, en haar tegen te houden bij de tweede linie. Versterking kon dan een tegenaanval inzetten. Kanalen werden als natuurlijke bestaande hindernissen gebruikt. Stp.Pkt. Stene behoorde tot deze tweede verdedigingslinie.

## Stützpunkt Stene
Stützpunkt Stene was onderdeel van de Stützpunktgruppe Ostende. Stp.Gr. Ostende bestond uit drie pantsersteunpunten: Pz.Stp. Stene, Pz.Stp. Ostende Hafen en Pz.Stp. Blauwe Schleuse. Stz.Pkt. Stene kende twee verdedigingsplaatsen. Widerstandsnest Iltis en Päntzerstutzpunkte Stene.

#### W.N. Iltis
Widerstandsnest Iltis was gelegen in de Oudstationstraat 8, in Stene. Het was een zeer gesofisticeerd steunpunt, met een commandobunker (type Regelbau 117), twee manschappenbunkers (type 502), een transmissiebunker (type 616), een verpleegpostbunker (type 134S), een munitiebunker (type 134), en verschillende bakstenen gebouwen en loopgraven. Vandaag de dag blijft enkel nog de commandobunker over, gebouwd in het oud gemeentehuis van Stene.

#### Pz.Stp. Stene
Päntzerstutzpunkt Stene bestond uit een batterij en bunkers, gelegen tussen de Schorrestraat, de Schorredijk en de Steensedijk, vlak bij de oude dorpskern van Stene. Ze was omgeven door een antitankgracht.
Het steunpunt bestond uit twee kleinere steunpunten:
- W.N. Wolf (de oude kern), met als codenaam Ostende 014.
- Stp. Kolberg, met als codenaam Ostende 018.

Stp. Kolberg was Stafbatterij 308 en behoorde tot de kustbatterijen van het leger: HKAA 823 van HKAR 940. Ze werd toegevoegd aan de Infanterie Divisie, bij de 39.ID, de 171.ID, en ook bij de 48.ID.
Stp. Kolberg beschikte over vier 10 cm veldhouwitsers 14/19 (t), die de haven bestreken. Voor secundaire bewapening kon ze beschikken over twee 2 cm FlaK en zes machinegeweren. Initieel maakte men gebruik van kanonnen op open beddingen, maar meer naar het einde van de oorlog, werden ook geschutskazematten gebouwd, type Regelbau 669, met nummers 456 en 457. De wanden van deze bunkers werden met de helft verdikt, tot 3 meter dik. Verder waren ook 3 kleine Wellblech-bunkers op het terrein gelegen, een machinebunker en een bakstenen gebouw versterkt met beton. Dat laatste deed dienst als commandopost van de batterij. Ook beschikte deze veldbatterij over twee mitrailleurbunkers met pantserplaten van 20 cm dik. Deze bunkers van het Landfront, type 630, met nummers 154 en 155, hadden, net zoals de bunkers type Regelbau 669, verdikte wanden (50% dikker dan de bepalingen van het prototype). De wanden van de ingangen werden niet verdikt.

## Galerij

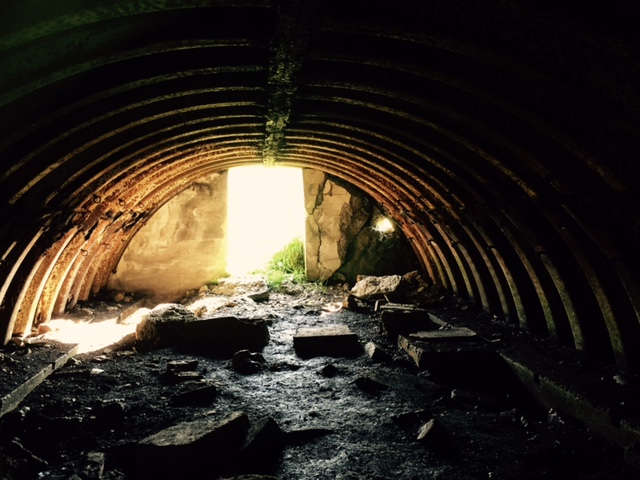
Gekazemateerd munitiegebouwtje
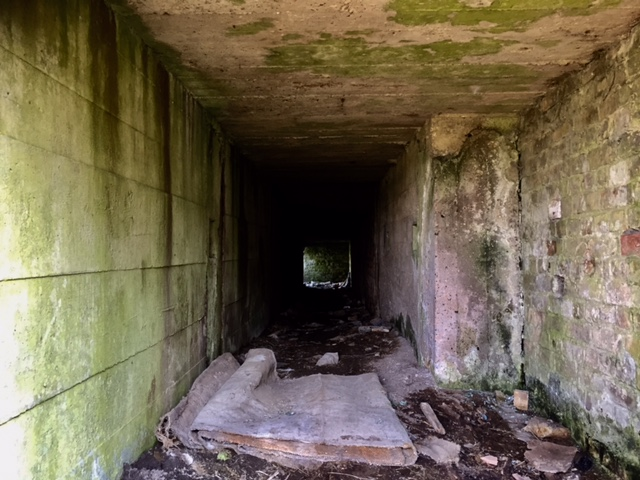
Gekazemateerd munitiegebouwtje
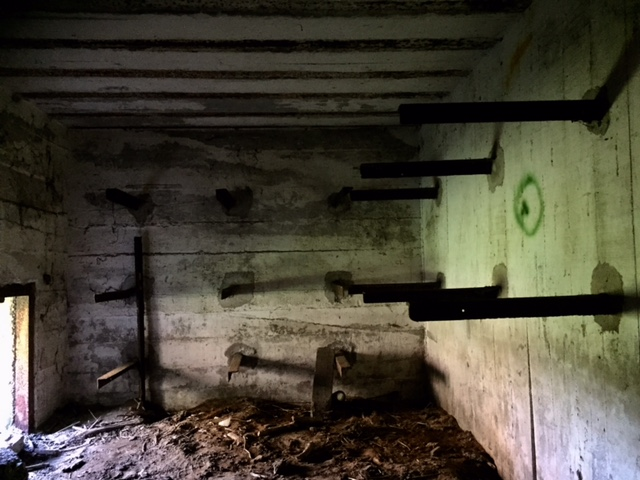
Gekazemateerd munitiegebouwtje
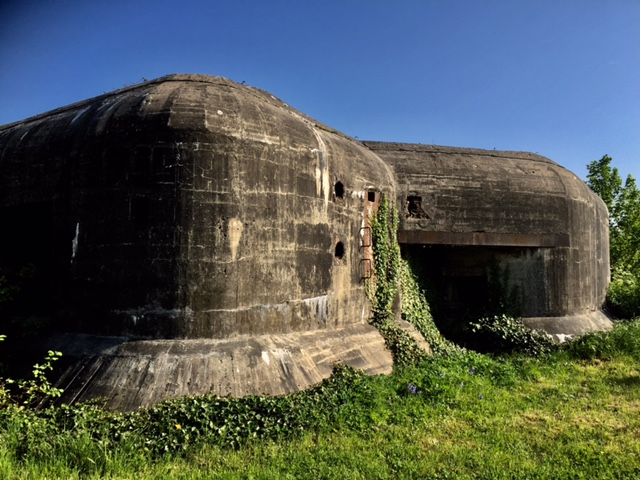
MG Kazemat type 630
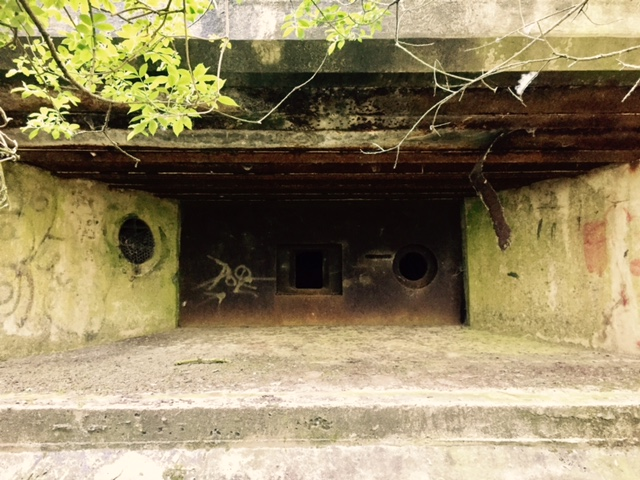
MG Kazemat type 630
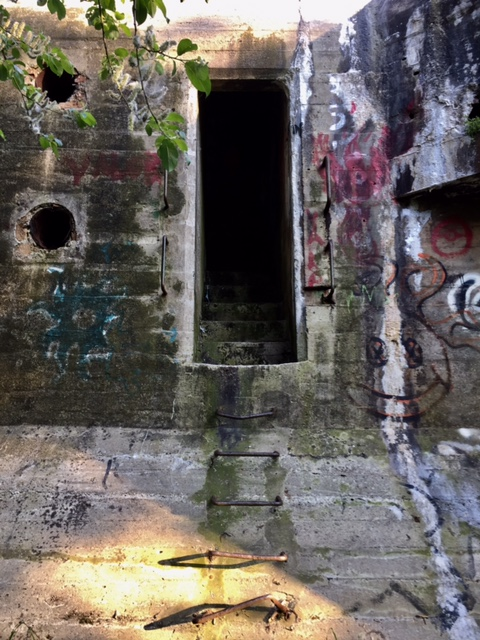
MG Kazemat type 630
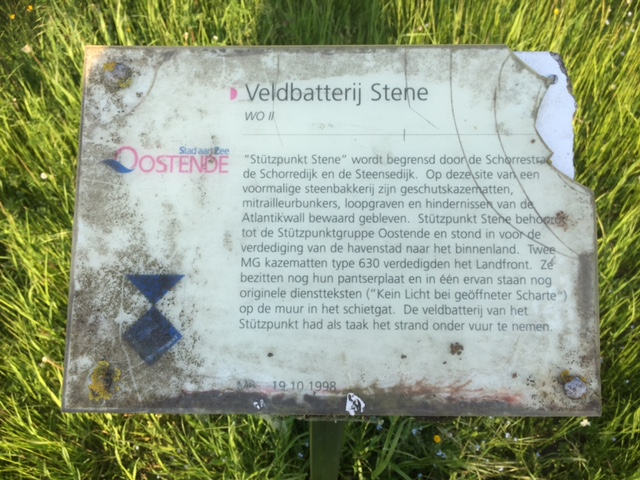
Informatieplakkaat Monumentenzorg
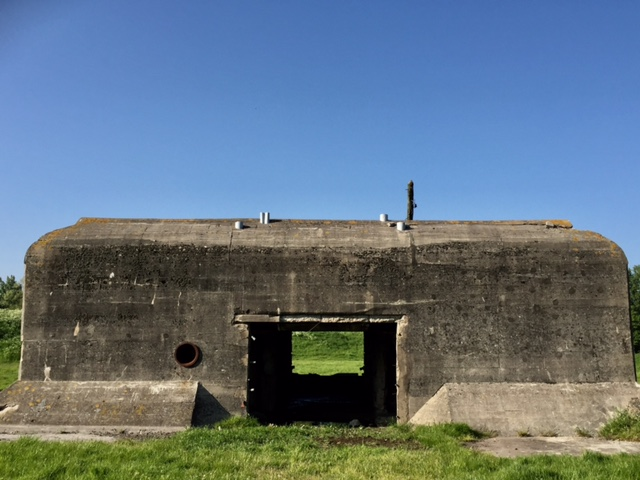
Geschutkazemat
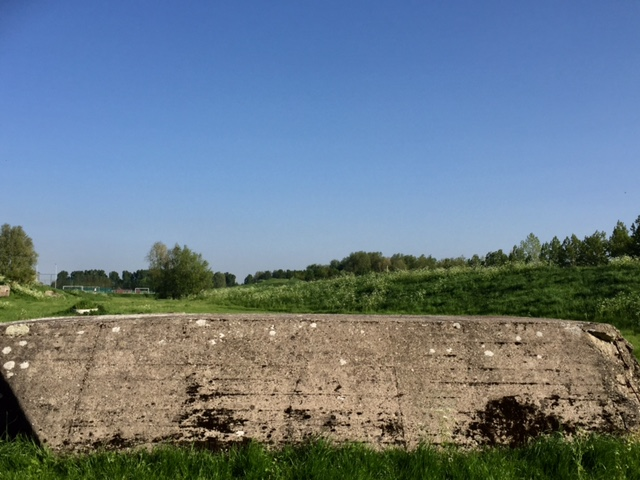
Bunker
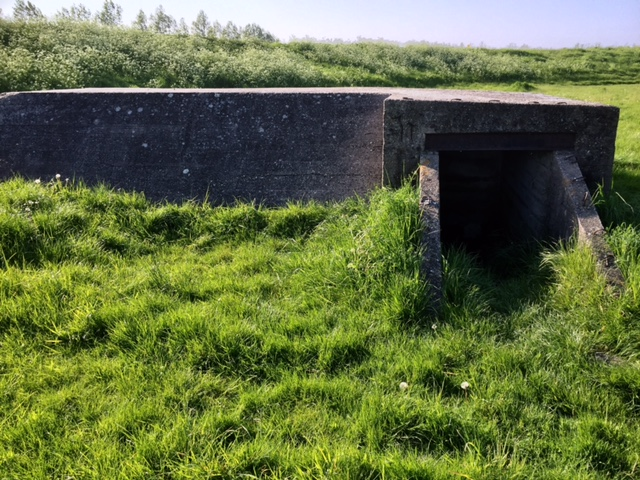
Bunker
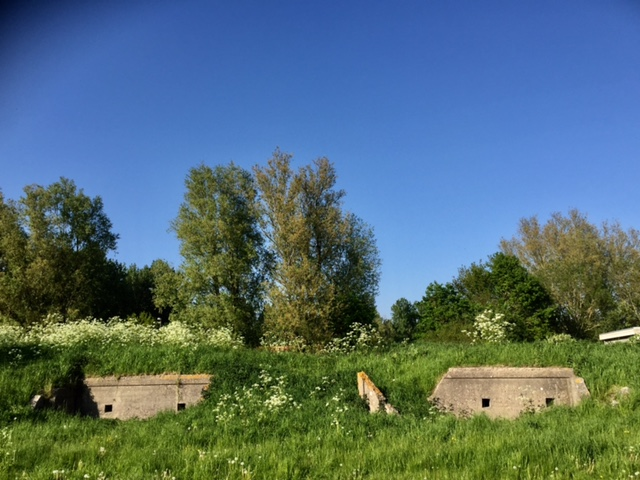
Gekazemateerde reeks munitiegebouwtjes
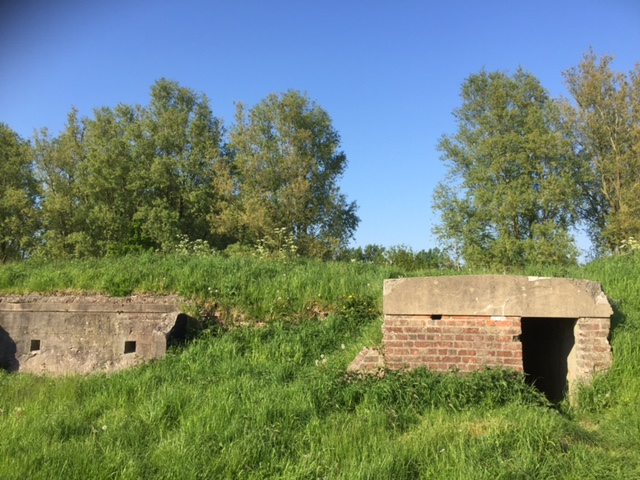
Gekazemateerde reeks munitiegebouwtjes
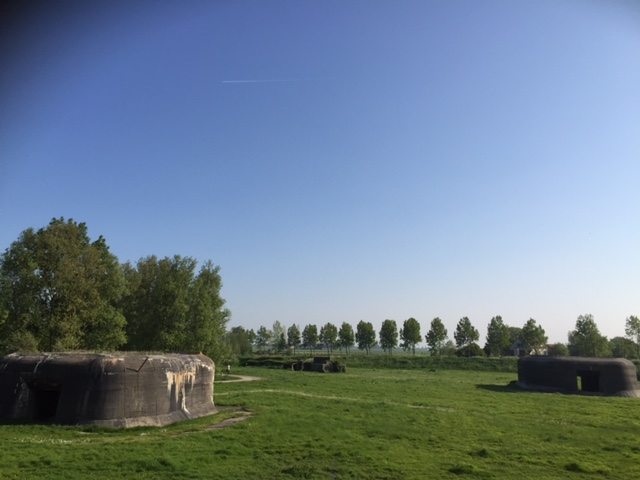
Geschutkazematten type 669
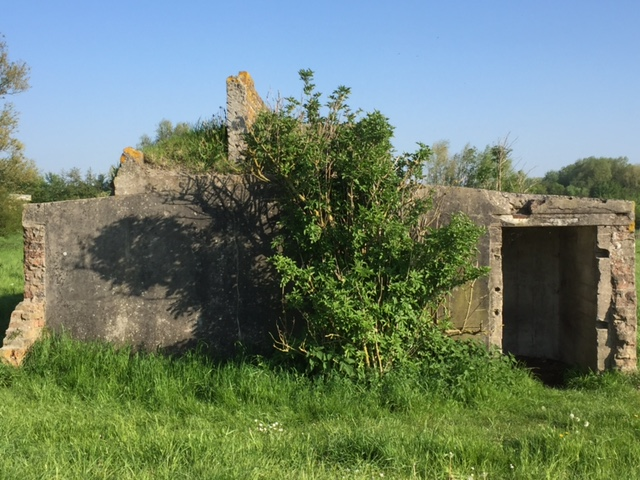
Bunker
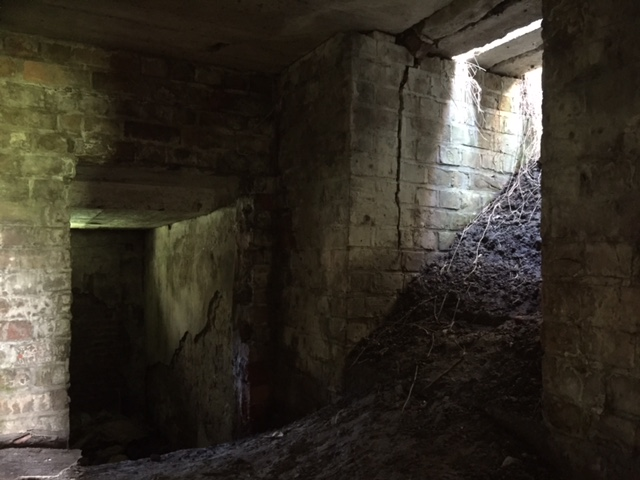
Bunker
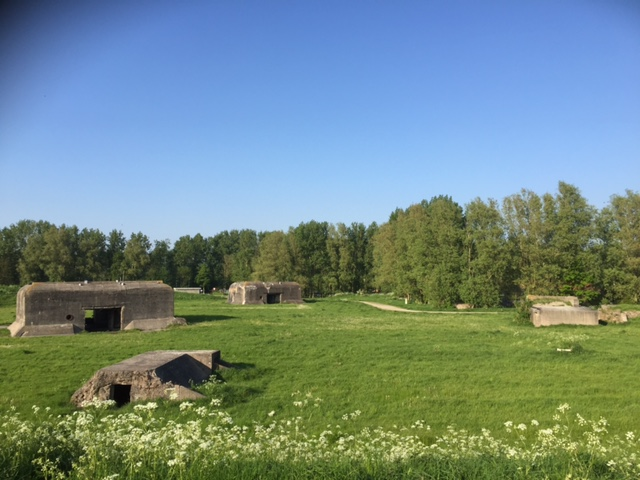
Veldbatterij Stp. Stene
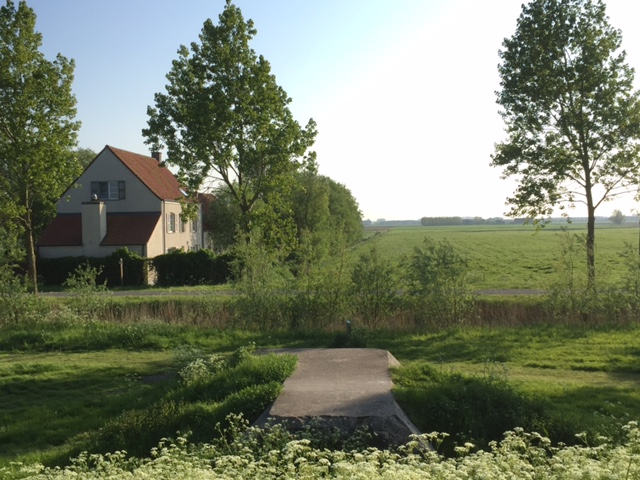
Bunker
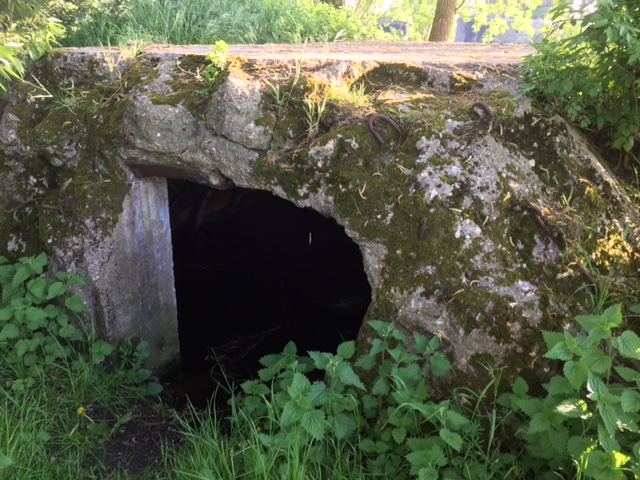
Bunker
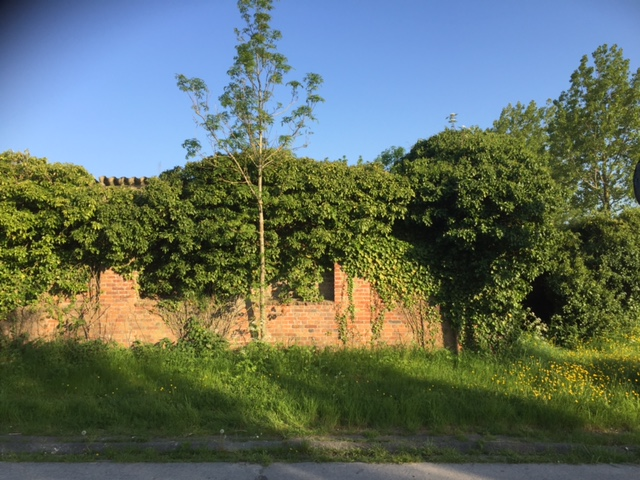
Mogelijks manschappenverblijf